# Silvia Schlagnitweit
Silvia Ehrengruber (geb. Schlagnitweit; * 18. Jänner 1978) ist eine österreichische Judoka. Sie kämpft für den Judoclub UJZ Mühlviertel. Sie war ein fester Bestandteil der österreichischen Nationalmannschaft. Ihr größter Erfolg war der dritte Rang bei der Europameisterschaft in Düsseldorf 2003. Sie trägt den 3. Dan und ist als Schülertrainerin für den UJZ Mühlviertel tätig.

## Erfolge
- 1. Rang Finnish Open Vaantaa 2004 – 70 kg
- 2. Rang Finnish Open Vaantaa 2005 – 70 kg
- 2. Rang A-Tournament Prag 2003 – 70 kg
- 2. Rang A-tournament Sofia 'Liberation' 2003 – 70 kg
- 3. Rang World Cup Minsk 2007 – 70 kg
- 3. Rang World Cup Birmingham 2005 – 70 kg
- 3. Rang World Cup Sofia 2005 – 70 kg
- 3. Rang Europameisterschaft Düsseldorf 2003 – 70 kg
- 3. Rang A-Tournament Leonding 2002 – 70 kg
- 5. Rang Europameisterschaft Rotterdam 2005 – 70 kg

- mehrfache österreichische Meisterin[3]